# Consejo Nacional de la República Eslovaca
El Consejo Nacional de la República Eslovaca (eslovaco: Národná rada Slovenskej republiky), abreviado como NR SR, es el órgano unicameral que ostenta el poder legislativo de Eslovaquia.
El Consejo consta de 150 miembros, que son elegidos por sufragio universal bajo representación proporcional con escaños distribuidos a través de la cuota Hagenbach-Bischoff cada cuatro años. El parlamento de Eslovaquia se denomina 'Consejo Nacional' desde el 1 de octubre de 1992. De 1969 a 1992, su predecesor, el parlamento de la parte eslovaca de Checoslovaquia, se denominó Consejo Nacional Eslovaco (eslovaco: Slovenská národná rada).
El Consejo Nacional aprueba la legislación interna, las leyes constitucionales y el presupuesto anual. Se requiere su consentimiento para ratificar tratados internacionales, y es responsable de aprobar operaciones militares. También elige personas para algunos cargos en el poder ejecutivo y judicial, según lo especifica la ley.
El edificio del parlamento está situado en la colina del castillo junto al Castillo de Bratislava en la plaza Alexander Dubček.

## Historia

### Inicios
El primer Consejo Nacional Eslovaco se formó en 1848, pero su existencia duró poco. El parlamentarismo eslovaco sólo se desarrolló gracias a los diputados de esta nacionalidad elegidos para la Asamblea húngara, siendo Eslovaquia en ese momento parte del Imperio autrohúngaro. El segundo Consejo Nacional se reunió en septembre de 1918, poco antes del final de la Primera Guerra Mundial, y expresó el deseo del pueblo eslovaco de vivir en común con el pueblo checo. Sin embargo, fue abolido en enero de 2019.

### La Segunda Guerra Mundial y el régimen comunista
En 1938, como reacción al deseo de las autoridades centrales de Checoslovaquia de no reconocer la autonomía de Eslovaquia, los representantes de los partidos políticos eslovacos la proclamaron unilateralmente, reconociendo al mismo tiempo los órganos del poder central. Un año después se celebraron las primeras elecciones para la Asamblea Nacional Eslovaca. Bajo la influencia de la Alemania nazi, la Asamblea proclamó la independencia de la República Eslovaca en el mismo año 1939 y se transformó, durante el tiempo suficiente para organizar elecciones que nunca tuvieron lugar, en la Asamblea de la República Eslovaca. Al mismo tiempo, los eslovacos en el exilio fundaron el tercer Consejo Nacional Eslovaco, así como la resistencia eslovaca en el territorio del propio país. Fue este Consejo Nacional clandestino el que, al final de la Segunda Guerra Mundial, se convirtió en el órgano oficial de poder y representación del pueblo eslovaco.

### Autonomía e independencia
En 1989, la Revolución de Terciopelo derribó el régimen comunista vigente desde 1945, y en el Consejo Nacional había nuevos diputados que no provenían de la tendencia comunista. Un año después se celebraron las primeras elecciones libres. Tras las elecciones de 1992, checos y eslovacos llegaron a un acuerdo sobre la partición de Checoslovaquia. Después de haber adoptado el 17 de julio la “declaración sobre la soberanía de la República Eslovaca", el Consejo Nacional tomó el nombre de Consejo Nacional de la República Eslovaca el 1 de octubre, y la independencia fue proclamada oficialmente el 1 de enero de 1993.

## Presidentes del Consejo Nacional
| Nombre | Nombre           | Duración en el Cargo    | Duración en el Cargo    | Partido |
| ------ | ---------------- | ----------------------- | ----------------------- | ------- |
|        | Ivan Gašparovič  | 23 de junio de 1992     | 29 de octubre de 1998   | HZDS    |
|        | Jozef Migaš      | 29 de octubre de 1998   | 15 de octubre de 2002   | SDĽ     |
|        | Pavol Hrušovský  | 15 de octubre de 2002   | 7 de febrero de 2006    | KDH     |
|        | Béla Bugár       | 7 de febrero de 2006    | 5 de julio de 2006      | SMK-MKP |
|        | Pavol Paška      | 5 de julio de 2006      | 8 de julio de 2010      | SMER-SD |
|        | Richard Sulík    | 8 de julio de 2010      | 13 de octubre de 2011   | SaS     |
|        | Pavol Hrušovský  | 13 de octubre de 2011   | 4 de abril de 2012      | KDH     |
|        | Pavol Paška      | 4 de abril de 2012      | 17 de noviembre de 2014 | SMER-SD |
|        | Peter Pellegrini | 25 de noviembre de 2014 | 23 de marzo de 2016     | SMER-SD |
|        | Andrej Danko     | 23 de marzo de 2016     | 20 de marzo de 2020     | SNS     |
|        | Boris Kollár     | 20 de marzo de 2020     | 25 de octubre de 2023   | SR      |
|        | Peter Pellegrini | 25 de octubre de 2023   | En el Cargo             | HLAS-SD |

## Еlecciones
El Consejo Nacional está compuesto por 150 escaños ocupados por períodos de cuatro años mediante representación proporcional de varios miembros con listas abiertas y un umbral electoral del 5% en una única circunscripción nacional al igual que en los Países Bajos e Israel. El umbral aumenta al 7% para una coalición de 2 partidos y al 10% si son 3 o más. Los electores tienen la posibilidad de realizar hasta cuatro votos preferenciales por candidatos de la lista elegida con el fin de aumentar su lugar en la misma. Una vez contados los votos, los escaños se distribuyen entre todos los partidos o coaliciones que hayan superado el umbral electoral según el llamado método “Hagenbach-Bischoff”, y los escaños restantes se distribuyen entre los más fuertes.
Los electores pueden utilizar el voto por correo si lo solicitan, incluidos los que residen en el extranjero. Si el derecho a voto se obtiene a los 18 años, el candidato a diputado deberá tener al menos 21 años, residir permanentemente en el país y pagar una fianza de 17.000 euros que no le serán devueltos sólo si el partido elegido del que sea candidato obtenga al menos el 2% de los votos emitidos.

## Funciones

### Procedimiento legislativo
El Consejo Nacional, como órgano legislativo, tiene la facultad de adoptar, modificar y derogar leyes. También es competente en materia de revisión de la Constitución. Las autoridades competentes para proponer textos legislativos son el gobierno, diputados y las comisiones parlamentarias. El procedimiento se realiza en tres lecturas.

#### Primera lectura
Se trata de un debate general, durante el cual no se podrán solicitar enmiendas ni modificaciones. Al final de este debate, el Consejo Nacional puede rechazar el texto, devolverlo a su autor para que él mismo haga modificaciones o aprobarlo haciendo que pase a segunda lectura.

#### Segunda lectura
Éste es el paso más importante. El texto pasa primero a la comisión, que designa un ponente. Cuando participan varios comités, designan un ponente común. El Consejo no podrá comenzar a deliberar hasta al menos cuarenta y ocho horas después de haber recibido la comunicación del informe de la(s) comisión(es). Es en este momento cuando se pueden presentar y votar enmiendas. Para ello, cualquier enmienda deberá ser apoyada por al menos 15 diputados.

#### Tercera lectura
Se trata simplemente de la aprobación del texto por parte del pleno. Sólo se podrá proponer la corrección de errores legislativos, técnicos o lingüísticos. Para proponer una enmienda, ésta debe contar con el apoyo de al menos 30 diputados.

### Función de control

#### Control gubernamental
Al ser Eslovaquia un sistema parlamentario, el gobierno es responsable de su gestión ante el Consejo Nacional. Como tal, los diputados deben aprobar, dentro de los treinta días siguientes al nombramiento del presidente del gobierno, el programa de gobierno. Controlan su aplicación. Además, el presidente del Gobierno podrá, en cualquier momento, solicitar la aprobación del Consejo Nacional de una moción de confianza, cuyo rechazo conlleva la dimisión del ejecutivo. Además, cualquier diputado puede dirigir una consulta a un ministro, quien está obligado a responder a ella. Si el Consejo se reúne el jueves, su orden del día incluye automáticamente una hora de preguntas al Gobierno, a las 14 h, y todos los ministros deben asistir.
En la medida en que el gobierno es colectivamente responsable de su acción, y cada ministro individualmente responsable de su gestión, el Consejo Nacional puede votar una moción de censura, de carácter colectivo individual. Cualquier moción de este tipo deberá ser presentada por al menos treinta diputados y sólo se considerará aprobada si recibe al menos 76 votos, es decir, la mayoría absoluta de los diputados.

#### Control presupuestario
Durante la preparación de la ley sobre el presupuesto estatal se consulta al Consejo Nacional, así como a la Comisión Legislativa de Finanzas y Presupuesto. Esta ley deberá ser presentada a más tardar el 15 de noviembre y votada antes del 31 de diciembre, siguiendo el procedimiento legislativo habitual. El control de los fondos públicos en el momento de la revisión del presupuesto estatal es total y afecta también a la defensa nacional y seguro médico. También es bueno señalar que el Consejo Nacional tiene autonomía presupuestaria y su presupuesto lo gestiona su cancillería, que esta bajo el control del Consejo Nacional.
Una vez adoptado el presupuesto estatal, controla su ejecución. Aprueba así la ley de liquidación de cuentas anuales, puede realizar investigaciones documentales e in situ, y solicitar a la oficina de control superior, que no nombra pero que tiene a su disposición, que realice cualquier control o cualquier verificación. que lo considere útil. Además, recibe cada tres meses el informe del gobierno sobre sus propios gastos.

### Nominaciones
El Consejo Nacional participa en la terna propuesta al Presidente de la República de los jueces del Tribunal Constitucional y del Fiscal General de Eslovaquia. También es el único responsable de la elección del Defensor Público de Derechos, cargo creado en 2002. De hecho, corresponde al Consejo Nacional elegir, entre candidatos con el apoyo de al menos quince diputados, al titular de este cargo.

## Disolución
La Constitución de 1993 prevé inicialmente la posibilidad de disolución del consejo por parte del Presidente de la República en condiciones principalmente vinculadas al rechazo de un voto de confianza al gobierno:
- si el Consejo Nacional no aprueba la declaración de política general del gobierno dentro de los seis meses siguientes a su formación
- si el Consejo Nacional no aprueba en un plazo de tres meses el proyecto de ley al que el Gobierno ha vinculado un voto de confianza
- si el Consejo Nacional no se ha reunido durante más de tres meses aunque la sesión no esté suspendida y haya sido convocado durante este período
- si la sesión del Consejo Nacional ha sido suspendida por un período más largo que el previsto por la Constitución.

Esta regla no se aplica durante los últimos seis meses de la legislatura. Si el Jefe de Estado ha sido destituido por referéndum, no puede provocar la disolución del Consejo Nacional en el intervalo que precede al final de su mandato.
Desde una enmienda votada a finales de enero de 2023, en el contexto del fracaso del referéndum constitucional organizado unos días antes, el Consejo Nacional puede votar su propia disolución, a propuesta de al menos 30 diputados y luego votar por mayoría cualificada, 3/5 partes del total de sus miembros, o 90 votos sobre 150.

## Últimas elecciones
- Elecciones parlamentarias de Eslovaquia de 2023